# Стіна Блакстеніус
Емма Стіна Блакстеніус (швед. Emma Stina Blackstenius), нар. 5 лютого 1996) — шведська футболістка, нападниця збірної Швеції та лондонського «Арсенала».

## Клубна кар'єра
Блакстеніус розпочинала свою кар'єру в рідному місті у клубі «Вадстена». У 2012 році виступала за клуб у 3-му дивізіоні, забила там 38 м'ячів та стала найкращим бомбардиром.
З 2013 року виступала за «Лінчепінг», у своєму дебютному сезоні в найвищій шведській  лізі серед жінок — Дамаллсвенскан, Стіна Блакстеніус відзначилася 8 голами та трьома гольовими передачами. У жовтні 2014 року Блекстеніус дебютувала в Лізі чемпіонів УЄФА  у виїздній грі проти англійського «Ліверпуля». «Лінчепінг» програв перший матч з рахунком 2:1, але виграв вдома — 3:0 і пройшов далі. У 2016 році Лінчепінг став чемпіоном Швеції. Блакстеніус була другим за результативністю бомбардиром ліги, більше ніж вона в тому сезоні забивала лише її одноклубниця Пернілле Хардер.
У січні 2017 року Блакстеніус підписала контракт на два з половиною роки з жіночим клубом французького Дивізіону 1 — «Монпельє». Дебютувала Стіна в новій команді 4 січня 2017 року, вийшовши на заміну в перерві гри проти «Парі Сен-Жермен» і забила переможний гол на 81-й хвилині. Приєднавшись до команди в середині сезону 2016–2017, Блекстеніус допомогла «Монпельє» посісти друге місце в чемпіонаті після «Ліона», забивши сім голів в 11 матчах чемпіонату. 
14 січня 2022 року клуб жіночої суперліги Англії «Арсенал» підтвердив безкоштовний трансфер Блакстеніус. Вона дебютувала через  п'ять днів, замінивши на 69-й хвилині Вівіанн Мідему в домашньому матчі проти «Манчестер Юнайтед» у чвертьфіналі Кубка Ліги.

## Кар'єра в збірній

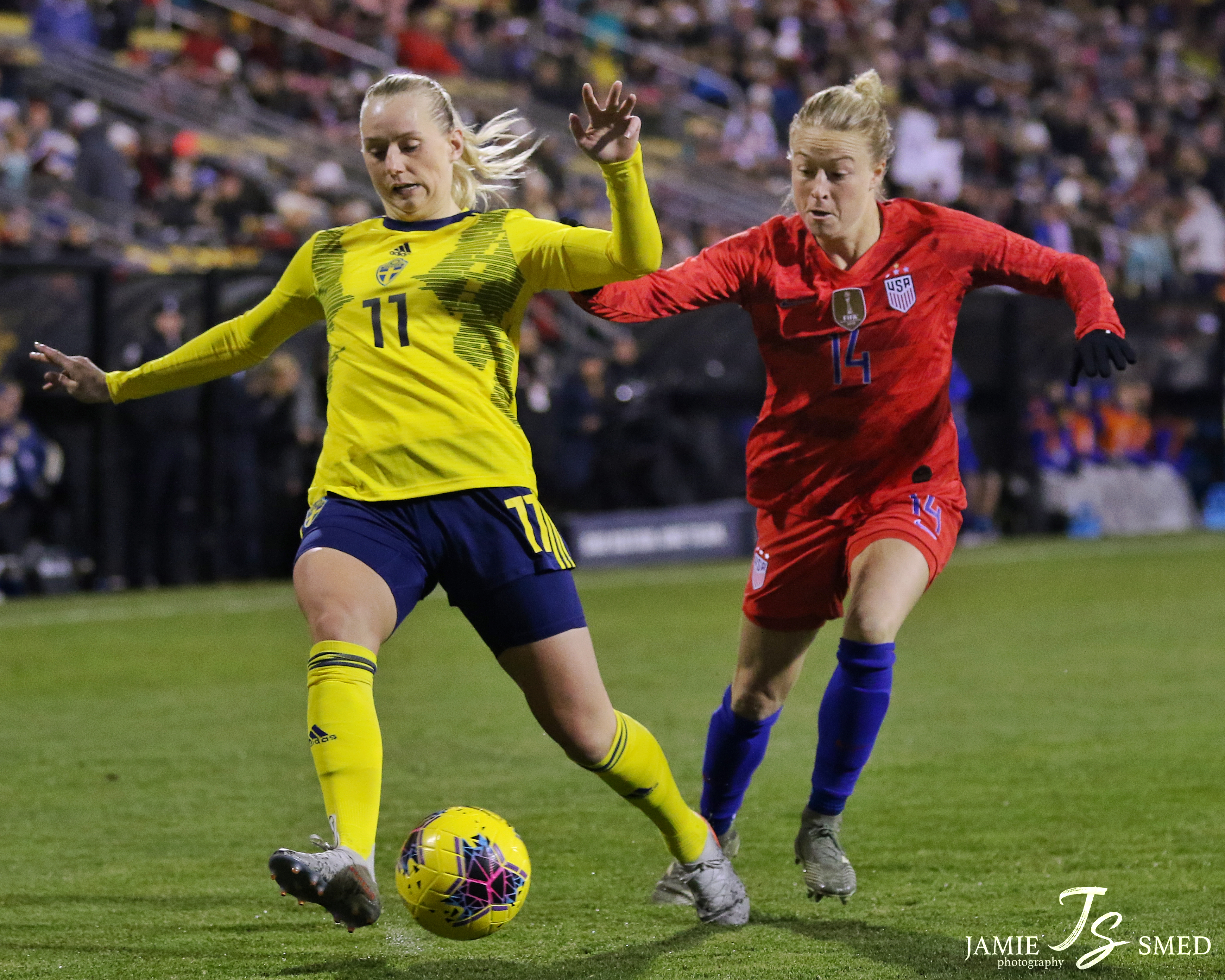
Емма Стіна Блакстеніус проти гравчині збірної США — Емілі Соннетт

30 жовтня 2012 року Блакстеніус дебютувала у збірній Швеції U-17 під час кваліфікації до Чемпіонату Європи-2013 серед жінок до 17 років, зробивши хет-трик у переможному матчі проти Хорватії. У складі збіної Швеції U-19 Блекстеніус брала участь у чемпіонаті Європи-2015 серед жінок до 19 років. Вона забила шість голів на тому турнірі, включаючи два м'яча у переможному фіналі над Іспанією. Таким чином Блакстеніус стала переможцем та найкращим бомбардиром молодіжного Євро. Загалом вона забила 50 голів у 49 матчах, представляючи Швецію в різних молодіжних вікових групах.
В основній збірній Швеції Блакстеніус дебютувала 27 жовтня 2015 року, вийшовши на заміну на 79-й хвилині в переможному матчі кваліфікації до жіночого Євро-2017 проти збірної Данії. 8 квітня 2016 року вона забила свій перший гол за збірну у грі Швеції проти Словаччини, також під час відбіркового циклу на Євро-2017.
У червні 2016 року Блакстеніус була включена до складу збірної Швеції на літніх Олімпійських іграх 2016 року. У чвертьфіналі проти чинних на той момент чемпіонок світу та переможців попередніх Олімпійських ігор — збірної США, вона вийшла з лави запасних замість травмованої Фрідоліни Рольфьо на 18-й хвилині та забила у другому таймі, вивівши Швецію вперед. З нічийним рахунком 1–1 Швеція довела матч до переможної серії пенальті. Знову вийшовши на заміну в фінальному матчі за золоту медаль, Блакстеніус забила на 67-й хвилинів ворота Німеччини, яка на той момент вже мала перевагу в два м'яча. Та гра завершилася з рахунком 2–1 на користь німкень, а Швеція отримала срібну медаль.
На чемпіонатах світу Блакстеніус дебютувала в 2019 році в першому матчі групової стадії проти Чилі. Свій перший гол на мундіалі вона забила в 1/8 фіналу у переможному матчі проти збірної Канади. У наступному матчі вона забила ще один переможний гол, вже у чвертьфіналі в ворота  Німеччини. В півфіналі шведки програли збірній Нідерландів, але виграли матч за третє місце проти збірної Англії.
У липні 2021 року Блакстеніус була заявлена на другу поспіль Олімпіаду у Токіо 2020 року. Швеція знову здобула  комплект срібних медалей, а Блакстеніус провела цей турнір на високому рівні. Вона стала кращою бомбардиркою своєї команди, забивши в ворота суперників п'ять м'ячів. У фінальній грі проти збірної Канади вона теж забила гол, але після того як її замінили на 106-й хвилині під час овертайму, збірна Канади виграла золоту медаль в серії післяматчевих  пенальті.
На чемпіонаті світу 2023 року збірна  Швеції знову посіла третє місце. Стіна Блакстеніус забила на турнірі один м'яч в ворота збірної Італії.

## Досягнення

### Командні
- Ліга чемпіонів УЄФА серед жінок:
  -  Переможниця (1): 2025
- Чемпіонат Швеції
  -  Переможниця (2): 2016, 2020
- Кубок Швеції
  -  Володарка (3): 2013–14, 2014–15, 2020–21
- Чемпіонат Франції
  -  Срібло (1): 2017
  -  Бронза (2): 2018, 2019
- Кубок жіночої ліги Англії
  -  Володарка (1): 2022—2023

### Збірна
- Чемпіонат світу : 
  -  Бронза (2): 2019, 2023
- Олімпійскі ігри: 
  -  Срібло (2): 2016, 2020
- Чемпіонат Європи : 
  -  Бронза (1): 2022
- Чемпіонат Європи U-17 :
  -  Срібло (1): 2013
- Чемпіонат Європи U-19 :
  -  Переможець (1): 2015